# Creagrutus gephyrus
Creagrutus gephyrus är en fiskart som beskrevs av Böhlke och Saul, 1975. Creagrutus gephyrus ingår i släktet Creagrutus och familjen Characidae. Inga underarter finns listade i Catalogue of Life.